# Пакеляж
Пакеля́ж (фр. paquelage) — каменно-щебёночное основание, устраиваемое из каменной шашки, устанавливаемой на слое песка вертикально острием вверх с выравниванием поверхности слоем щебня. Один из типов каменного основания дороги, применявшийся со второй половины XVIII века.
Название основания происходит от французского глагола paquer — укладывать. Представляет собой уложенные в ровиках на грунтовое или песчаное основание камни в форме усечённой пирамиды, которые устанавливались вплотную друг к другу основанием конуса. Камень применялся высотой от 2 до 20 см (пакеляжная шашка). Для выравнивания поверхности покрытия его засыпали слоем щебня.
В отличие от традиционного подхода, при котором камни ставились остриём вниз, при пакеляже проезд транспорта обеспечивал уплотнение основания. Выпуклое дно дорожного корыта обеспечивало некоторый отвод воды через дорожную одежду, что увеличивало устойчивость дороги к разрушению. Во Франции пакеляж внедрял его изобретатель Пьер Мари Жером Трезаге (Pierre Marie Jérôme Trésaguet), в Великобритании — Томас Телфорд. Близкие к этому типу покрытия предлагались и в других странах Европы. Первая дорога с покрытием по системе Трезаге появилась в 1764 году во Франции. Его реформы позволили стать Франции страной с лучшими дорогами в мире, но сам он умер в нищете. Пакеляжные дороги просуществовали до 1930-х годов, пока не выяснилось, что из-за малой износостойкости они непригодны для автомобильного транспорта. На принципах Трезаге в 1817—1834 годах была построена дорога между Москвой и Санкт-Петербургом, ставшая первым российским шоссе. Пакеляжные основания применяли при строительстве первых автомагистралей в Германии.
В начале XIX века шотландский инженер-дорожник Джон Лаудон Макадам внёс изменения в конструкцию дороги Трезаге, уменьшив ширину насыпного слоя. Вместо дорогого основания из крупных камней он стал применять одномерный щебень некрупной фракции, который стали укладывать послойно и уплотнять. Такой тип покрытия получил название в честь инженера — макадам.